# Eduard Lichtenstein (Mediziner)
Eduard Lichtenstein (* 21. Dezember 1818 in Krotoschin; † nach 1882) war ein deutscher Mediziner und Naturforscher, der in der zweiten Hälfte des 19. Jahrhunderts regelmäßige Ozonbeobachtungen durchführte und als praktischer Arzt und Wundarzt in Grabow und Berlin wirkte.

## Leben
Eduard Lichtenstein studierte an der Universität Wien, bei Johann Oppolzer an der Karls-Universität Prag und an der Königlichen Universität zu Breslau Medizin, wurde 1847 mit seiner Dissertation Historia circulationis sanguinis ante et post Harvejum in Breslau promoviert und ließ sich danach im Großherzogtum Posen als praktischer Arzt und Wundarzt in Grabow nieder.
In der Zeit um 1860 verlegte er seinen Wohnsitz nach Berlin.
Er war Mitglied der Gesellschaft Deutscher Naturforscher und Ärzte, der Schlesischen Gesellschaft für vaterländische Kultur und der Société d'Économie charitable in Paris sowie im Verein für Gemeinschaftliche Arbeiten zur Förderung der Wissenschaftlichen Heilkunde und im Verein deutscher Ärzte in Paris.
Eduard Lichtenstein wurde am 16. September 1856 unter der Präsidentschaft von Christian Gottfried Daniel Nees von Esenbeck mit dem akademischen Beinamen Tralles unter der Matrikel-Nr. 1778 als Mitglied in die  Kaiserliche Leopoldino-Carolinische Akademie der Naturforscher aufgenommen.
Als Naturforscher beschäftigte er sich vor allem mit Meteorologie und stellte in diesem Bereich bereits seit 1858 regelmäßige Ozonbeobachtungen an. Von seiner Korrespondenz ist ein an den Meteorologen und Klimatologen Gustav Hellmann gerichteter Brief aus dem Jahr 1882 in der Handschriftenabteilung der Staatsbibliothek zu Berlin erhalten.

## Schriften
- Historia circulationis sanguinis ante et post Harvejum. Grassii, Vratislaviae 1847
- Die Cholera. Das Wissenswertheste über diese Krankheit nebst den gebräuchlichsten Heilmitteln dagegen, sowie neue Vorschläge zur Verhütung und Heilung derselben. Fuer Ärzte und Nichtärzte. Breslau 1853 (Digitalisat)
- Ueber die Fortschritte der neuesten Heilkunde, oder zum Verständniss der ärztlichen Parteiungen der Gegenwart. Fuer Gebildete jeden Standes. Aland, Breslau 1856 (Digitalisat)
- Neuer Beitrag zur Cholera. Aetiologisches und Therapeutisches. Hirschwald, Berlin 1860 (Digitalisat)
- Apoplektische Hemiplegie und ihr Verhalten zum lokalisirten Galvanismus. In: Archiv des Vereins für gemeinschaftliche Arbeiten zur Förderung der wissenschaftlichen Heilkunde, 4, Göttingen 1860, S. 459–483 (Digitalisat)
- Ozon- und Polarlicht. In: Archiv des Vereins für gemeinschaftliche Arbeiten zur Förderung der wissenschaftlichen Heilkunde, 4, Göttingen 1860, S. 594–598 (Digitalisat)
- Feuchtigkeit der atmosphärischen Luft. In: Archiv des Vereins für wissenschaftliche Heilkunde, 2, 3, Leipzig 1866, S. 149–169 (Digitalisat)